# Tilloclytus bruneri
Tilloclytus bruneri là một loài bọ cánh cứng trong họ Cerambycidae.